# Larinia lampa
Larinia lampa là một loài nhện trong họ Araneidae.
Loài này thuộc chi Larinia. Larinia lampa được miêu tả năm 1991 bởi Harrod, Levi & Leibensperger.